# Абдоминопластика

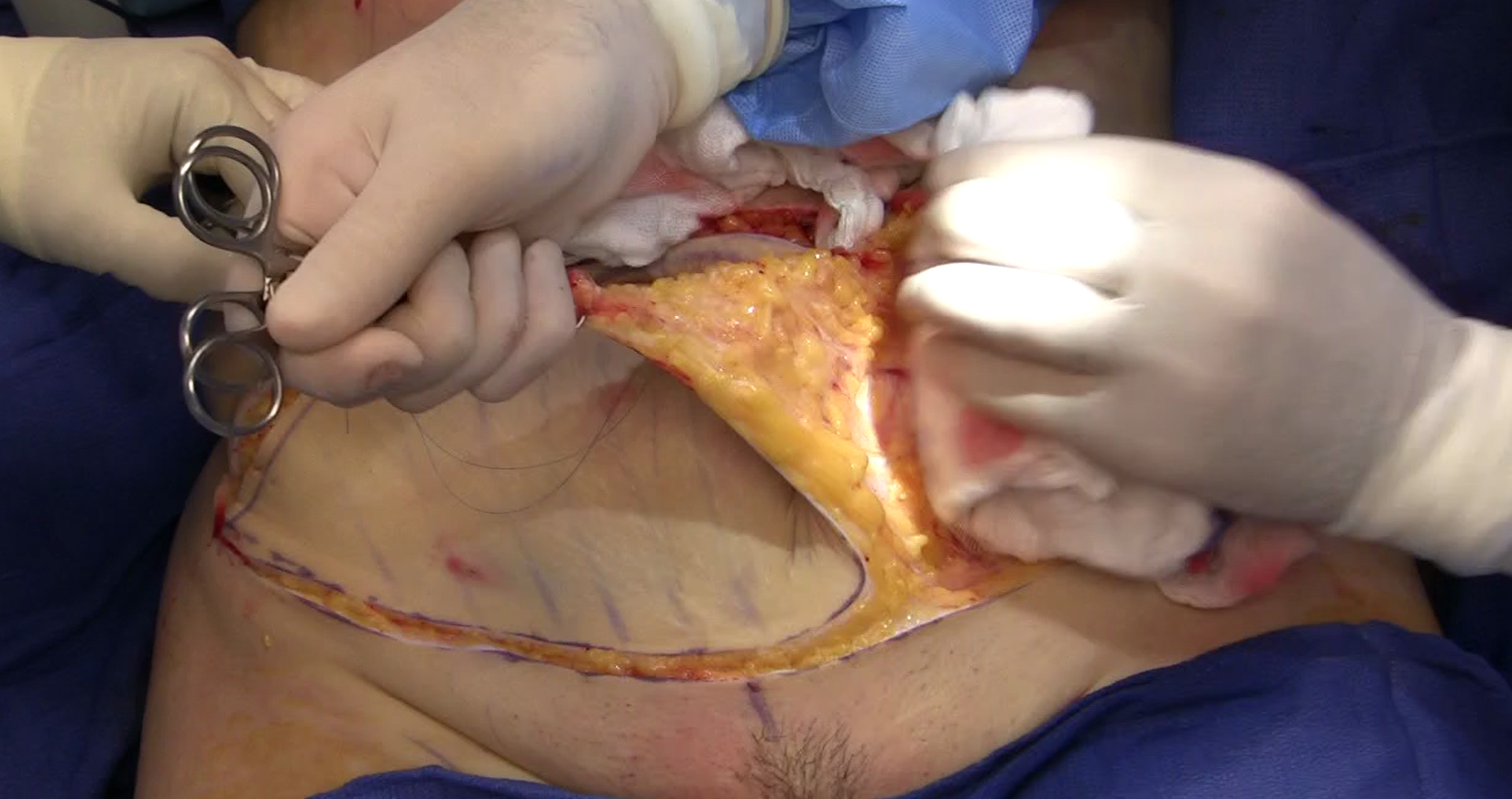
Удаление кожи и жира

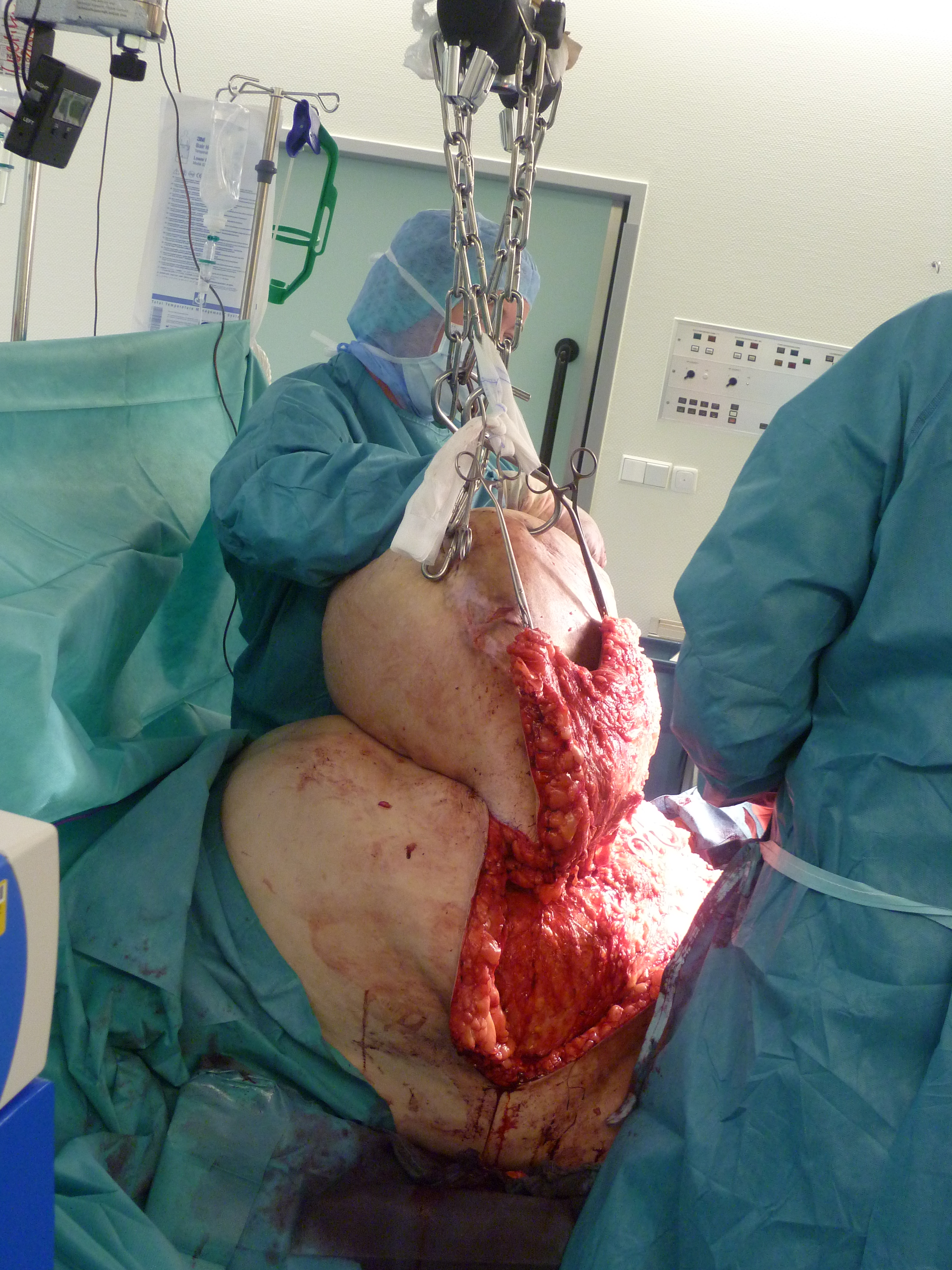
Абдоминопластика при лечении ожирения III стадии

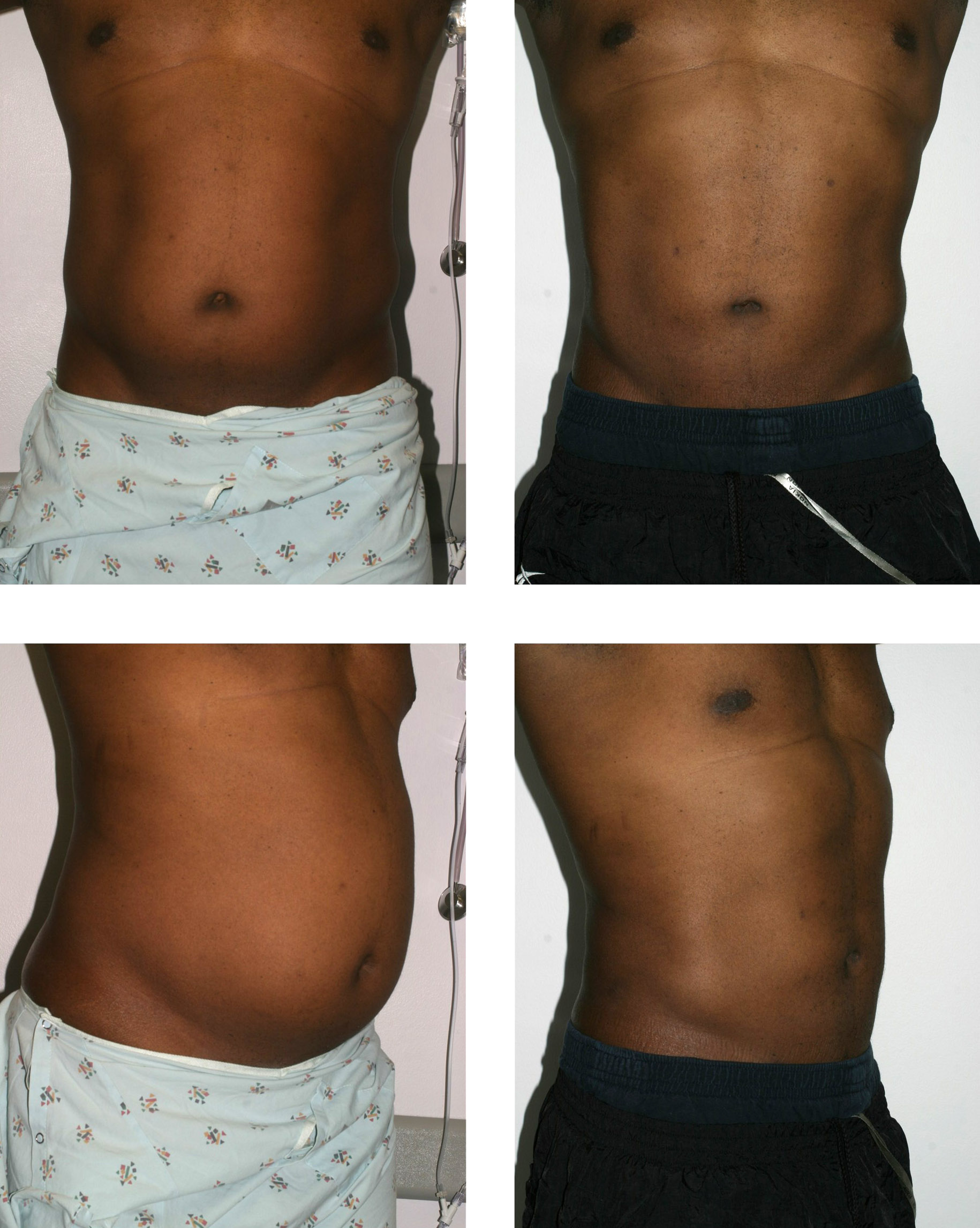
до и после абдоминопластики

Абдоминопла́стика (от лат. abdomen «живот») — объёмное оперативное вмешательство, осуществляемое с целью восстановления эстетических пропорций живота. Абдоминопластика направлена на иссечение избытков кожи и жировых отложений, образовавшихся после родов или в силу особенностей строения организма. Как правило, большая часть пациентов — женщины после родов.

## Показания
- складки, кожно-жировой «фартук»;

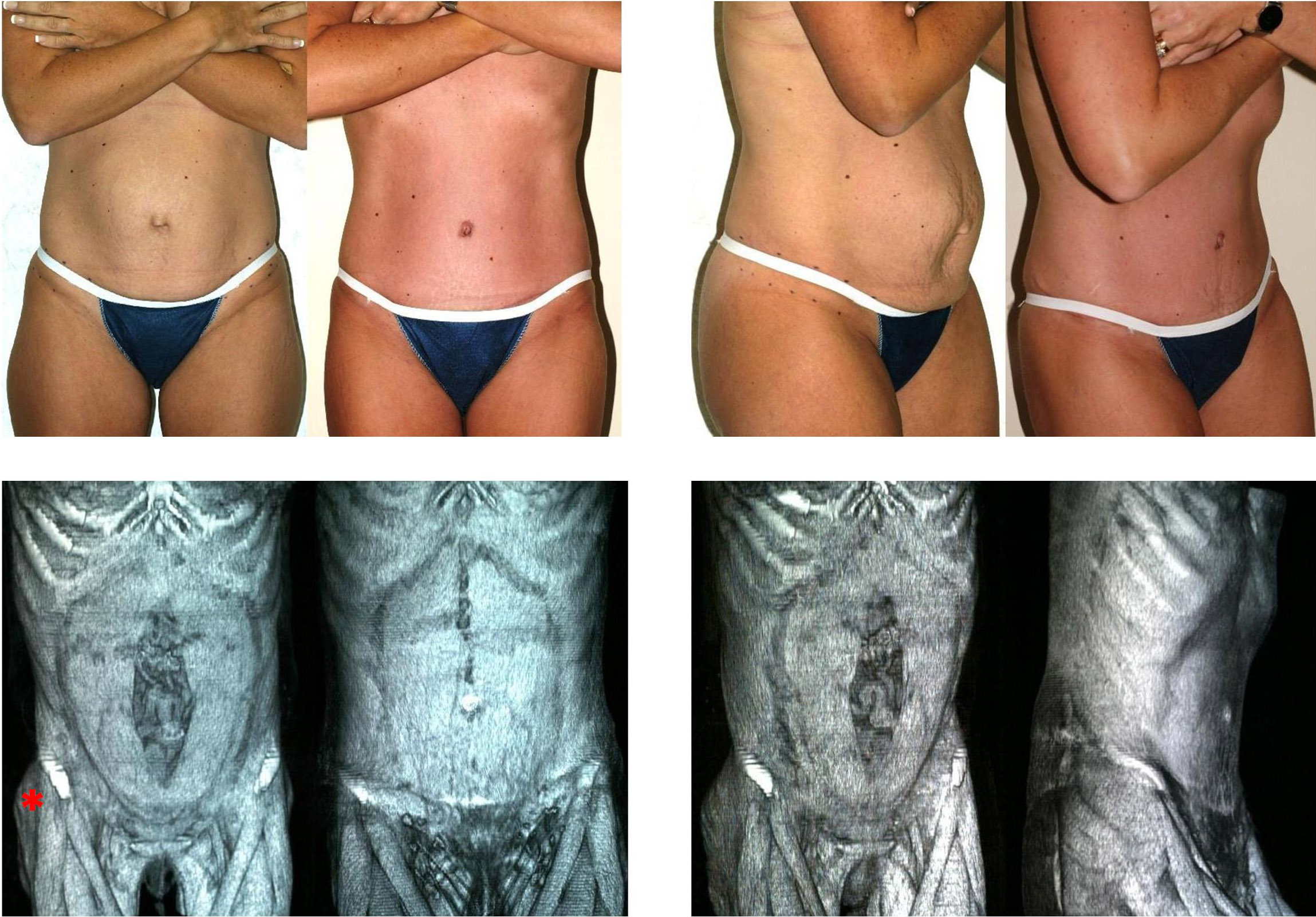
Пример «до/после» абдоминопластики

- избытки кожи и подкожно-жировой клетчатки в области передней стенки живота;
- выраженные растяжки;
- расхождение прямых мышц живота;
- заметные послеоперационные рубцы в области живота.
- наличие послеродовых растяжек
- излишки кожи в надпупочной зоне
- дряблость и ослабленность брюшных мышц, отсутствие эстетичного контура талии
- образование пупочной грыжи

## Противопоказания
- сахарный диабет;
- заболевания внутренних органов;
- ожирение;
- нарушение свёртываемости крови.

## Методика выполнения
Операция представляет собой относительно сложное и тяжёлое для организма хирургическое вмешательство. В связи с этим перед её проведением нужна полноценная подготовка, проводится сбор анамнеза больного, выясняется наличие у него сопутствующих заболеваний, выполняется контроль основных показателей организма. Продолжительность операции колеблется от 2 до 5 часов, проводится абдоминопластика под общей анестезией в стационаре.
Суть операции заключается в следующем: производится разрез вокруг пупка и над лобком по линии бикини. Затем хирург отделяет и приподнимает кожу и подкожную жировую клетчатку от передней брюшной стенки, укрепляет и соединяет между собой прямые мышцы живота, с помощью канюли убирает жировые отложения, осуществляет коррекцию апоневроза, формирует пупочное отверстие заданных форм и очертаний, после чего отсекает возникший избыток кожи. Затем, с целью отведения экссудата после операции, устанавливается подкожный дренаж, накладываются швы и соответствующая повязка. Рубец после выполнения абдоминопластики будет располагаться горизонтально в надлобковой зоне, незаметной под бельём.

## Послеоперационный период
По заверениям академии пластической хирургии, после выполнения абдоминопластики следует ограничить физическую активность. Некоторое время могут наблюдаться боль в мышцах и коже. В большинстве случаев после операции требуется приём анальгетиков.
В течение двух суток после проведения абдоминопластики пациент находится в стационаре. Среди рекомендаций к послеоперационному периоду следует назвать:
- Ношение бандажа или эластичного пояса в течение 3-х недель.
- Ограничение физических нагрузок в течение 3-4 недель.
- Защита рубцов с помощью пластыря и/или солнцезащитного крема.

Окончательный результат от проведения абдоминопластики можно оценить по прошествии нескольких месяцев.